# Heinz Deymann
Heinz Deymann, eigentlich Heinrich Deymann (* 20. Juli 1916 in Bookholt bei Nordhorn (heute Stadt Nordhorn); † 10. Februar 2003 in Nordhorn) war ein deutscher kommunistischer Politiker. Er wurde als Mitglied der DKP im Jahr 1976 in den Nordhorner Stadtrat gewählt und 1977 in den Kreistag. Damit war er der erste Kommunist im Kreistag seit 1933.

## Leben
Heinz Deymann wurde am 20. Juli 1916 als Sohn von Engelbert Deymann geboren. Deymann verließ mit 13 die Schule und absolvierte eine Lehre als Spinner in der Firma Niehus & Dütting. Mit 14 Jahren trat er dem Kommunistischen Jugendverband Deutschlands (KVJD) bei. Während der Kriegsjahre betätigte er sich als Fluchthelfer und half vielen Menschen bei der Flucht in die Niederlande.
1936 wurde Deymann in seiner Firma zum Elektriker ausgebildet. Mit 18 Jahren lernte er Elisabet Neuendorf kennen, die er am 18. Juli 1942 heiratete. Sie bekamen zwei Söhne.

## Textilarbeiterstreik 1953
Im Textilarbeiterstreik 1953 war Deymann Mitglied der Streikleitung. Nach einem Kompromiss der christlichen Gewerkschaft GTB rief er zum weiteren Streik auf. Im Ergebnis wurde Deymann von den Textilfabrikanten wegen seiner Aktivitäten am 14. März 1953 entlassen. Deymann protestierte daraufhin vor den Werkstoren seiner Firma gegen die fristlose Entlassung. In einer Resolution erklärten sich 700 Textilarbeiter mit Deymann solidarisch. Dennoch fand er weder eine geregelte Arbeit, noch erhielt er Arbeitslosenunterstützung. Im selben Jahr kandidierte er erfolglos als Mitglied der KPD auf deren niedersächsischer Landesliste zum Bundestag.

## Politischer Weg ab 1968
Mit der Gründung der DKP in Deutschland am 25. September 1968 engagierte sich Deymann wieder parteipolitisch. Im Jahr 1976 kam es durch die Ausweisung von Wolf Biermann zu einem Protestbrief der Nordhorner DKP-Ortsgruppe. In der Folge wurde gegen mehrere Mitglieder der Nordhorner DKP ein Parteiausschlussverfahren angestrengt. Deymann blieb trotz seines Protestes Mitglied der Partei. Seine Wahlerfolge in den Stadtrat (1976) und in den Kreistag (1977) erregten Aufsehen.
In den 1980er-Jahren war Deymann auch in der Friedensbewegung und bei der Ostermarschbewegung aktiv. 1996 verließ er nach einer Wahlniederlage die Politik und widmete sich verstärkt der künstlerischen Holzbearbeitung.